# Glypta solida
Glypta solida är en stekelart som beskrevs av Dasch 1988. Glypta solida ingår i släktet Glypta och familjen brokparasitsteklar. Inga underarter finns listade i Catalogue of Life.